# Catskill (village, New York)
Pour les articles homonymes, voir Catskill.
Ne doit pas être confondu avec Catskill (New York).
Catskill est un village situé dans le comté de Greene, dans l'État de New York, aux États-Unis,. Le village est le siège du comté de Greene.
En 2010, il comptait une population de 4 081 habitants, estimée au 1er juillet 2019 à 3 814 habitants.

## Démographie
Lors du recensement de 2010, le village comptait une population de 4 081 habitants. Elle est estimée, en 2019, à 3 814 habitants.